# Tatjana Ovetsjkina
Tatjana Nikolajevna Ovetsjkina (Russisch: Татьяна Николаевна Овечкина; geboortenaam: Кабаева; Kabajeva) (Moskou, 19 maart 1950), is een voormalig basketbalspeelster die uitkwam voor het nationale team van de Sovjet-Unie. Ze won twee keer een gouden medaille op de Olympische Spelen, en werd ook een keer wereldkampioen. Ook won ze zes keer goud op de Europese kampioenschappen. Na het basketbal zorgde ze voor het programma van het nationale dames basketbal team van Rusland. Ze is nu voorzitter van Dinamo Moskou.

## Carrière
Ovetsjkina werd geboren in Moskou. Toen ze zeven jaar oud was, werd ze van school op weg naar huis door een auto aangereden. Haar rechterbeen raakte daarbij zwaar beschadigd. Ze had een jaar nodig om te revalideren in het ziekenhuis. Toen ze zestien jaar was ging ze spelen bij Dinamo Moskou en werd een ster van de club. Toen ze negentien jaar was werd ze de aanvoerder van het nationale basketbal team van de Sovjet-Unie.
Ovetsjkina won twee keer een gouden medaille op de Olympische Spelen in 1976 en in 1980 en ze werd Wereldkampioen in 1975. Ook won ze zes keer goud op de Europese kampioenschappen in 1970, 1972, 1974, 1976, 1978 en 1980. Ze verloor nooit een officiële basketbalwedstrijd met het nationale team van de Sovjet-Unie.
Ze heeft verschillende onderscheidingen gekregen waaronder de Ereteken van de Sovjet-Unie in 1976, Orde van de Volkerenvriendschap in 1980, de Orde van de Vriendschap (Sovjet-Unie) in 1998 en de Medaille voor het dienen van het Moederland op 15 november 2013. Ze werd Meester in de sport van de Sovjet-Unie in 1974 en Geëerde Coach van Rusland in 1998. Ze werd door de lezers van Sport-Express (een Oost-Europese dagelijkse krant) gekozen tot beste vrouwelijke Point-guard van de eeuw. Ze staat op de nominatie om in de FIBA Hall of Fame te worden opgenomen.

## Bekende zoon
Tatjana is de moeder van ijshockeyspeler Aleksandr Ovetsjkin, die uitkomt in de NHL voor de Washington Capitals, die hem als eerste kozen in de 2004 NHL Entry Draft. Hij won de Hart Trophy als de meest waardevolle speler van het seizoen 2007-08, 2008-09 en 2012-13.

## Erelijst
- Landskampioen Sovjet-Unie:
  - Tweede: 1977
  - Derde: 1978, 1979
- Olympische Spelen: 2
  - Goud: 1976, 1980
- Wereldkampioenschap: 1
  - Goud: 1975
- Europees Kampioenschap: 6
  - Goud: 1970, 1972, 1974, 1976, 1978, 1980